# 33927 Jenniferscully
33927 Jenniferscully este o planetă minoră (asteroid), cu un diametru de 1,946 km, din centura de asteroizi. A fost descoperită pe 6 iunie 2000 la Stația Anderson Mesa de Lowell Observatory Near-Earth-Object Search. 
Obiectul prezintă o orbită caracterizată de o semiaxă mare de 2,2215103 UAi, o excentricitate de 0,17, o înclinație de 1,7797 ° în raport cu ecliptica.